# Johann Gottlieb Gleditsch
Johann Gottlieb Gleditsch (Lipsia, 5 febbraio 1714 – Berlino, 5 ottobre 1786) è stato un botanico tedesco.
Tra il 1728 e il 1735 studiò filosofia e medicina presso l'Università di Lipsia, dove nel 1732 conseguì il dottorato di ricerca.
Nel 1737 lavorò presso il Collegium medico-chirurgicum di Berlino e nel 1740 nel distretto medico di Lebus.
Studiò a Francoforte sull'Oder dove conseguì il dottorato nel 1742. Lavorò come professore di botanica e selvicoltura all'Università di Berlino e ne diresse l'Orto Botanico.
Il 16 aprile 1744, sposò Anna Teodora Waltherinn, con la quale ebbe sette figli, di cui quattro maschi, due dei quali morirono giovani, e tre figlie. Nello stesso anno, Gleditsch diventò membro a pieno titolo dell'Accademia delle Scienze di Berlino.
Gleditsch è famoso per il suo lavoro sulla riproduzione delle piante, in particolare sulle colture vegetali; così divenne uno dei fondatori dello studio della botanica economica.
Egli fu coinvolto in una disputa tra Linneo e J.G. Siegesbeck e pubblicò svariati lavori, tra i quali Methodus Fungorum (1753), Systema Plantarum (1764) e Botanica Medica (1788-1789).
Nel 1753 Linneo chiamò in suo onore un genere di albero, la Gleditsia.

## Opere
- Consideratio epicriseos Siegesbeckianae in Linnaei systema plantarum sexuale et methodum botanicam huic superstructam (1740)
- Systematische Einleitung in der neuere Forstwissenschaft (1774-1775)
- Vermischte physikalisch-botanisch-ökonomische Abhandlungen (1765-1766)
- Methodus fungorum (1753)
- Systema plantarum a stamimum situ (1764)